# Grafenstein
Grafenstein est une commune autrichienne du district de Klagenfurt-Land en Carinthie.